# Manboy
A Manboy a svéd énekes, Eric Saade angol nyelvű dala. Ez a dal a második kislemez Saade első stúdióalbumáról, a  Masqueraderől, és először 2010. március 28-án jelent meg Svédországban. A dal szerzői Fredrik Kempe és Peter Boström. A Manboy a 2010-es Melodifestivalen (svéd eurovíziós nemzeti döntő) döntőjében a harmadik helyen végzett.

## Díjak és jelölések
A dalt jelölték három kategóriában is a 2011-es Scandipop Awards dalfesztiválon, a legjobb dal, a legjobb új előadó és a legjobb férfi előadó kategóriákban.

## Helyezések
| Ország (toplista)              | Legmagasabb helyezés |
| ------------------------------ | -------------------- |
| Svédország (Sverigetopplistan) | 1                    |

## Fordítás
Ez a szócikk részben vagy egészben  a   Manboy című angol Wikipédia-szócikk fordításán alapul.  Az eredeti cikk szerkesztőit annak laptörténete sorolja fel. Ez a jelzés csupán a megfogalmazás eredetét és a szerzői jogokat jelzi, nem szolgál a cikkben szereplő információk forrásmegjelöléseként.